# Vahlkampfia damariscottae
Vahlkampfia damariscottae – gatunek eukariotów należący do kladu Tetramitia wchodzącego w skład supergrupy excavata.
Trofozoit osiąga wielkość 8 – 25 μm ma jądro wielkości 2,4 – 4,7 μm. Nie stwierdzono występowania cyst. Występuje w Atlantyku.